# Aniba canelilla
Aniba canelilla és una espècie que pertany a la família Lauraceae, i es coneix amb els següents noms comuns: canelo de quijos, canelo, tuabe, canela muena casca preciosa i canelillo del Orinoco.

## Descripció
És un arbre de fulla perenne amb una escorça i flors grogues rogenques. És originari de la regió amazònica, sent el principal productor.

## Propietats
L'oli essencial és extret per destil·lació del vapor de la graveta de fusta i produeix un líquid sense color per empal·lidir a groc. Té una olor picant. Tradicionalment, l'oli de pal rosa és utilitzat per l'acne, freds, tos, dermatitis, febre, frigidesa, mals de cap, infeccions, nàusees, tensió nerviosa, cura de la pell i ferides.
És utilitzat com analgèsic, anticonvulsiu, antidepressiu, antibacterià, antisèptic, afrodisíac, bactericida, desodorant, estimulant i tònic.

## Història
L'any 1760, en Pasto, Nariño, s'elaboren torrons de: botó de la flor canelo, farina de blat, mel y una mica d'all.
El canelo deandaquíes va ser trobat al riu Fragua, afluent del riu Caquetá, prop de Florència (Caquetá), pel metge panameny Sebastián López Ruíz, que el 1782 porta arbres petits, dels quals trasplanta uns a Timana Huila i altres a la taula de Joan Díaz en Cundinamarca.
Fray Diego García, el 1786, envia a José Celestino Mutis 30 llavors de les quals brollaran 11 al municipi de Mariquita.
Segons l'autor Diego de Molina, dins de les ofrenes que fa Atahualpa al conquistador Francisco Pizarro hi havia dues càrregues d'escorça de canelo portades de la província de Quijos (Quito, Equador).
Malgrat els intents en el segle xviii d'iniciar cultius a Equador, els esforços es van perdre per falta de persistència i paciència.
A la revista Mèdica de Bogotà de 1880 se'l menciona d'aquesta manera: "Canela d'andaquíes, en un temps es trobava al comerç amb el nom caneló. El seu gust és agradable, aromàtic i picant. S'aplica a les malalties atòniques de l'estómac, en les dispèpsies flatulentes, còlic ventós, en la diarrea no inflamatòria. L'essència s'utilitza en friccions al reumatisme crònic"

## Taxonomia
La canyella Aniba va ser descrita per Carl Sigismund Kunth i publicada a l'Jahrbuch des Königlichen Botanischen Gartens und des Botanischen Museums zu Berlin 5: 53. 1889 És la placa 609 de les Icones Plantarum Rariorum de Jacquin, 1793